# Pick a Part That's New
Pick a Part That's New is een nummer van de Welshe alternatieve rockband Stereophonics uit 1999. Het is de derde single van hun tweede studioalbum Performance and Cocktails.
Frontman Kelly Jones zei over het nummer: "Dit kwam van een reis naar Amerika met Richard (Jones, red.), toen Stuart (Cable, red.) de ziekte van pfeiffer had. Het gaat over voor het eerst naar Amerika gaan en niet in de verste verte onder de indruk zijn. Ik dacht dat ik echt onder de indruk zou zijn, maar ik had het allemaal al op televisie gezien. Zelfs de Empire State Building voelde niet zo groot aan. Ik moest sommige delen vinden die ik nog niet eerder had gezien, terwijl ik alleen maar rijen en rijen mensen zag die alleen aan het drinken waren". Het nummer werd een hit op de Britse eilanden, met een 4e positie in het Verenigd Koninkrijk. In het Nederlandse taalgebied deed de plaat niets in de hitlijsten.